# 赤川氏
赤川氏（あかがわし、あかがわうじ）は、日本の氏族のひとつ。
1. 安芸赤川氏 - 信濃国発祥。後に安芸国に下向した一族は桓武平氏で、小早川氏の一族
2. 尾張赤川氏 - 尾張国で織田氏に仕え、赤川景弘らを出した一族

## 安芸赤川氏

### 信濃国の領主から毛利氏家臣へ
相模国の御家人であった小早川氏当主小早川茂平の子小早川忠茂は父から信濃国水内郡赤川村の所領を贈与され、その子の政忠の時に在名を取り赤川と称した。これが赤川氏の発祥である。赤川忠政の代に毛利時親の家臣となって、その安芸国下向に追従した。もしくは室町時代初期の応永15年（1408年）に室町将軍足利義満の命によって、下野国那須郡佐々山城から備後国に転封され、青嶽山に青影城を築城したともされる（庄原市教育委員会ではこの説を採用している）。
その後は毛利氏の譜代家臣として仕え。戦国時代の当主赤川就秀は大永3年（1523年）に毛利元就の毛利宗家相続を要請した宿老の中の一人にもなった。その後、毛利氏が尼子氏に従属した際にその人質として、光永秀時や井上元貞と出雲国月山富田城に赴いた。毛利氏と尼子氏の絶縁の際には、秘密裏に脱出して安芸国へと逃げ帰った。

### 赤川元保と毛利隆元の死
赤川就秀の弟に赤川元保がいた。元保は兄同様毛利元就の宗家相続に協力し、毛利隆元が名目的とはいえ当主となると、その側近として活動する。そして毛利氏の五奉行制が成立した際にはその筆頭となった。有能な奉行人であったが、その専横ぶりで他の毛利家臣との関係だけではなく、毛利元就・隆元との関係は良いものではなかった。そして永禄6年（1563年）、毛利隆元が出雲に向かう途上、和智誠春の供応の直後に急死。その時の対応に不信の念を持った毛利元就の命によって自害に追い込まれ、赤川元久ら兄弟も自害させられた。
後に赤川元保が毛利隆元に和智誠春の供応に応じることを再三反対していたことが判明し、元保らを自害に追い込んだことを悔やんだ毛利元就は赤川就秀の次男で赤川元保の甥に当たる赤川元之に家督を継がせて、赤川元保の家を再興した。
赤川元秀は就秀の子で、元保の甥に当たる。元秀は武功の士で、吉田郡山城の戦いや、月山富田城の戦いに参戦して活躍し、北九州を巡る大友氏との争いでも陣奉行を務め、年寄衆の一人となった。

### 江戸時代
慶長5年（1600年）の関ヶ原の戦いの後に毛利氏が防長移封されるとそれに従い、江戸時代は長州藩寄組として続いた。

## 尾張赤川氏
尾張赤川氏は織田氏の重臣であったとされ、赤川景弘は佐久間信盛・村井貞勝・島田秀満らと連署で、発給状を出している。その子成利は坂井氏の養子となり、次男の赤川惣左衛門が家督を継承し、岡田重善に仕えた。